# Karl Steinbuch
Dr. Karl W. Steinbuch (15 de junio de 1917 en Stuttgart-Bad Cannstatt - 4 de junio de 2005 en Ettlingen) fue un científico informático alemán, cibernético, e ingeniero eléctrico. Es uno de los pioneros de la informática alemán, así como, con la Lernmatrix, uno de los pioneros de las redes neuronales artificiales. Steinbuch también escribió acerca de las implicaciones sociales de los medios de comunicación modernos. Karl Steinbuch acuñó el término Informatik, la palabra alemana para Ciencias de la Computación, en 1957.[cita requerida]

## Biografía
Steinbuch estudió en la Universidad de Stuttgart y en 1944 recibió su doctorado en física. En 1948 se unió a la Norma Standard Elektrik Lorenz (SEL, que forma parte del grupo ITT) en Stuttgart como ingeniero de diseño por ordenador y luego como director de I + D, presentó más de 70 patentes. Bajo su liderazgo, sé desarrolló de la ER-56, en Europa la primera computadora digital completamente transistorizada, se terminó, y luego se comercializó como un producto de SEL. El ER-56 mostró un aumento dramático en reliabilidad sobre las computadoras de tubo de vacío (que se suele gastar más del 50% de su tiempo en el mantenimiento)En 1958 fue nombrado profesor y director del instituto de tecnología para el procesamiento de la información (ITIV) de la Universidad de Karlsruhe, donde se retiró en 1980.
En 1967 por su “acusación” como libro más vendido, y más tarde por otros libros más vendidos, trató de influir en la política educativa alemana. Junto con los libros de sus colegas como Jean Ziegler de Suiza, Eric J. Hobsbawm del Reino Unido, John Naisbitt, sus libros predijeron, lo que él consideraba como, el desastre en la educación por parte de la emergente sociedad civil como grupo de poder.[cita requerida]
Steinbuch fue miembro de la Academia Alemana de Ciencias Naturales Leopoldina (fundada en 1652) y de la Academia Internacional de Ciencias y recibió muchos premios,como la Medalla de Oro por el Wilhelm Boelsche, la Medalla de Oro de la 21.ª Internacional Conferencia de Medicina de Aviación y el Espacio, la Fundación Konrad Adenauer Premio de Ciencias, la Medalla de Jakob Fugger, y Mérito de la Medalla del primer ministro del Estado federado alemán de Baden-Wuerttemberg, y muchos más. Baden-Wuerttemberg hizo de patrocinador del "Karl Schol Steinbuch-arships" cada año.
Más de una década antes de que el primer departamento de CS fuera fundado en Alemania (La Facultad de Informática en la Universidad de Karlsruhe en 1969) Steinbuch impartió cursos académicos en CS y acuñó en 1957 la palabra "Informatik" en la publicación de un documento denominado "Informatik: Automatische Informationsverarbeitung" ("Informática: procesamiento automático de información"). El equivalente de informática en inglés a veces se entiende en el mismo sentido. Sin embargo, «la informática» tiene una connotación más restringida.
El término francés "Informatique" fue acuñado en 1962 por Philippe Dreyfus, junto con diversas traducciones. En inglés, también se propuso independiente y simultáneamente por Walter F. Bauer, que cofundó la empresa denominada Informatics General, Inc., y también en italiano, español, rumano, portugués y holandés, entre otras lenguas, refiriéndose a la aplicación de las computadoras para almacenar y procesar la información. Según algunas fuentes comentan, llegó a trabajar con John Von Neumann, a quien corresponde el famoso término en el ámbito de las ingenierías eléctricas: "arquitectura de Von Neumann".
En 1966 Steinbuch predijo la era multimedia mediante la fusión de las computadoras, la comunicación y electrónica de entretenimiento. 
En sus libros, criticó la investigación alemana y la política educativa, gracias a dos de sus best seller, de cambiar la política de educación alemana. Junto con libros de amigos como Jean Ziegler de Suiza, Eric J. Hobsbawm del Reino Unido y John Naisbitt, sus escritos predijeron el desastre educacional que se cernía sobre la sociedad, es decir, con 30 años de antelación. 
Steinbuch creó 80 patentes. Antes de incorporarse a la Universidad de Karlsruhe, Karl Steinbuch fue director de desarrollo en el Informatik Stuttgart-Werk "de Standard Electric Lorenz AG (SEL); en ese momento una parte del grupo de ITT. En 1954 se convirtió en un firme defensor de la utilización de transistores en vez de tubos de vacío para productos informáticos digitales en desarrollo (esto fue antes de que los transistores de silicio estuvieron disponible). 
En 1961, Karl Steinbuch publicó un documento sobre la "Lernmatrix", una asociado a la memoria de redes neuronales artificiales (RNA). Esto fue seguido por la primera monografía del mundo en redes neuronales Automat und Mensch (máquina y el hombre), que fue revisado y ampliado tres veces Debido a que fue publicado en alemán, el trabajo de Steinbuch, la Lernmatrix no respondió de inmediato a ser ampliamente conocida. Sin embargo, esto fue parcialmente subsanado con una publicación en inglés. A pesar de todo, en Alemania ha habido un sentimiento fuerte y persistente a que Steinbuch nunca permitiese una atención adecuada por el mundo en general. 
Bernard Widrow, creador de la red de ADALINE neuronales artificiales se dio cuenta de la labor de Steinbuch y su Lernmatrix poco después de su publicación inicial.
En el año 1968 Karls Steinberg afirmó que “dentro de pocas décadas la inteligencia artificial superaría a la inteligencia humana". En aquella época eran muchos los que presagiaban cosas como Steinberg, pero no por ello menos increíble ya que demostraba la amplia visión que tenía del futuro. Anterior a él fue lo que dijo, en 1964, el científico Klaus: "es posible construir máquinas que superen a sus constructores".
Intrigado por este enfoque radicalmente diferente a la computación neuronal, Widrow lo invitó a visitar la Universidad de Stanford en
1964 y llevó a cabo un estudio comparativo de su arquitectura.
La reunión de Karl Steinbuch por primera vez en la cooperación a principios de 1990, el autor Robert Hecht-Nielsen le preguntó acerca de cómo llegó a inventar la Lernmatrix. Steinbuch afirmó que la experiencia de ver a sus hijos aprender inculcó en él un intenso deseo de comprender los mecanismos del aprendizaje y de pensar. Al igual que con Hebb una década antes, Steinbuch la sensación de que las respuestas serían relativamente simples matemáticamente, pero probablemente exóticas en comparación con la científicos existentes, los conceptos matemáticas, y tecnológico. Dado que la evolución posterior basado en Lernmatrix Steinbuch han mostrado, la visión Steinbuch era probablemente correcta.

## Premios
- Wilhelm-Boelsche premio - Medalla de Oro Alemana.
- Premio libro de no ficción.
- Medalla de Oro de la adjudicación del XXI. Congresos Internacionales de Medicina Aeroespacial.
- Konrad Adenauer adjudicación de la ciencia.
- Medalla Jakob Fugger.
- Medalla al Mérito del estado de Baden-Wuerttemberg.
- Miembro, German Academy of Sciences Leopoldina.
- Miembro de la Academia Internacional de Ciencias.
- Donaciones de becas del programa del gobierno estatal, denominado "Karl-Steinbuch-Stipendium".

## Libros
Karl Steinbuch ha escrito varios libros y artículos. Una selección:
- 1957: Informatik: automatische Informationsverarbeitung.
- 1963: Matrices de aprendizaje y sus aplicaciones.
- 1965: Una comparación crítica de los dos tipos de redes de clasificación de adaptación.
- 1966 (1969): Die Gesellschaft informierte. Geschichte und Zukunft der Nachrichtentechnik.
- 1989: Die Gesellschaft desinformierte.
- 1968: Falsch programmiert. Über das Versagen unserer Gesellschaft und in der Gegenwart und vor der Zukunft se eigentlich geschehen müßte.
- 1969: Programm 2000.
- 1971: Automat und Mensch. Auf dem Weg zu einer kybernetischen Anthropologie.
- 1971: Mensch Technik Zukunft. Probleme von Morgen.
- 1973: Kurskorrektur.
- 1978: Maßlos informiert. Mueren Enteignung des Denkens.
- 1984: Unsere manipulierte Demokratie. Müssen WIR mit der linken Lüge leben? y jhosep